# Notre-Dame de Šiluva
Pour les articles homonymes, voir Notre-Dame.
Notre-Dame de Šiluva (ou Notre-Dame des bois de pins) est une dénomination de la Vierge Marie donnée dans l’Église catholique, dénomination très célèbre à Šiluva, en Lituanie. Un sanctuaire du même nom a été construit et lui est dédié. Cette dénomination désigne à la fois l'icône représentant la Vierge, très vénérée en Lituanie depuis le XVe siècle, et qui est souvent appelée « le plus grand trésor de Lituanie » ; que la Vierge à l'Enfant, qui serait apparue en 1608, dans ce même village, dans la ruine de l'église, dévastée à l'époque, avant d'être reconstruite.
Le pape Pie VI a accordé un couronnement canonique à l'image vénérée le 8 septembre 1786. La ville de Šiluva est l'un des lieux de pèlerinage les plus importants de Lituanie avec son ancienne tradition de la fête de la Nativité de la Bienheureuse Vierge Marie, communément appelée « Šilinės », et également célébrée le 8 septembre.
L'émigration lituanienne du XXe siècle va diffuser cette dévotion dans le monde entier, en particulier aux États-Unis qui comptent une forte communauté émigrée.
En 1608, une apparition mariale se produit sur le lieu même de l'église dévastée (à l'époque) par les guerres religieuses avec les calvinistes. Cette apparition, reconnue comme authentique par le pape Pie VI en 1775, ravive la foi des habitants et provoque un retour au catholicisme des fidèles de toute la région. La dénomination Notre-Dame de Šiluva désigne autant l'icône vénérée depuis le XVe siècle, que cette apparition mariale.
Bien que l’Église locale et le Vatican aient donnés (tous deux) de multiples marques de reconnaissances au lieu d'apparition mariale, à ce jour (2021), aucune reconnaissance canonique de l'apparition n'a été formulée de façon explicite.

## Historique

### Le contexte
La dévotion mariale à Šiluva remonte pratiquement au commencement du christianisme en Lituanie. Le grand-duc Jogaila a été baptisé catholique en 1387 lorsqu'il a épousé la reine de la Pologne voisine. Plus tard, lui et ses successeurs ont travaillé pour répandre la foi chrétienne sur leur territoire, qui était jusque-là païen. Ils ont établi une hiérarchie ecclésiastique, construit des églises et même personnellement enseigné le catéchisme à leurs sujets.
Les premières implantations humaines dans ce secteur sont liées à l'exploitation de la forêt, l'exploitation du bois pour faire des planches et des tonneaux. Le premier nom en usage « Būda » désigne ce lieu d'exploitation du bois qui était tiré jusqu'à la rivière pour ensuite être transporté par voie fluviale. L'exploitation forestière se développant, le village s'installe et grandit. La première église répertoriée en 1457 s'appelle église de « Šilas », qui deviendra ensuite Šiluva.

### Première église
La construction de l'église à Šiluva se fait à l'initiative d'un noble nommé Petras Gedgaudas qui travaillait au service de Vytautas le Grand. En 1457, les Gedgaudas allouent des terres et d'autres ressources à un sanctuaire en l'honneur de Notre-Dame. Gedgaudas construit une église dédiée à la Nativité de la Bienheureuse Vierge Marie et des apôtres saints Pierre et Barthélemy. De grandes foules de fidèles viennent en pèlerinage, même de la Prusse protestante voisine, vers ce site pour célébrer la fête de la Nativité de Marie.
L'icône est peinte dans le style de l'Odigitria. Elle ressemble à la célèbre Vierge Salus populi romani. Selon la légende : l'icône miraculeuse a été apportée à Siluva de Rome en 1457 en cadeau au noble lituanien Petras Gedgaudas. L'église abritant cette icône devient rapidement un célèbre sanctuaire marial.
En 1532, la population des environs de Šiluva devient à majorité calviniste. Au cours des décennies suivantes, de nombreuses églises catholiques sont confisquées et fermées par le pouvoir civil calviniste. Néanmoins, tant que l'ancienne église catholique reste ouverte, les habitants continuent d'assister à la fête annuelle de la Nativité, jusqu'à ce que finalement l'église soit à son tour fermée, et finisse par brûler entièrement,. Signe des tensions entre protestants et catholiques, vers 1551, un pasteur luthérien, Martynas Mažvydas, s'est plaint que des « membres de sa paroisse » se soient rendus à Šiluva pour assister à la fête catholique de la Nativité de Marie (soit une centaine de kilomètres à pied), « pour y commettre une horrible idolâtrie ». Autour de l'année 1569, le dernier curé de la paroisse, le père Jonas Holubka, cache tous les objets de valeur et les documents de l'église qui subsistaient dans une boîte recouverte de fer qu'il a enterrée sur le terrain de l'église dévastée,.
Une guerre iconoclaste se produit dans le pays, et le courant protestant saisit les églises en détruisant leurs œuvres religieuses, quand ils ne brûlent pas complètement les bâtiments. L'église de Siluva, abandonnée, est incendiée par les calvinistes. Une loi permettant aux catholiques de reprendre la propriété des biens saisis, s'ils peuvent faire valoir leur droit, certains tentent de récupérer certaines églises. Des catholiques tentent des poursuites judiciaires contre les calvinistes, afin de récupérer la propriété de l'église de Siluva qui leur avait été confisquée. L'affaire judiciaire se complique et traine en longueur du fait que les documents de propriété ont été perdus,.

### L'apparition

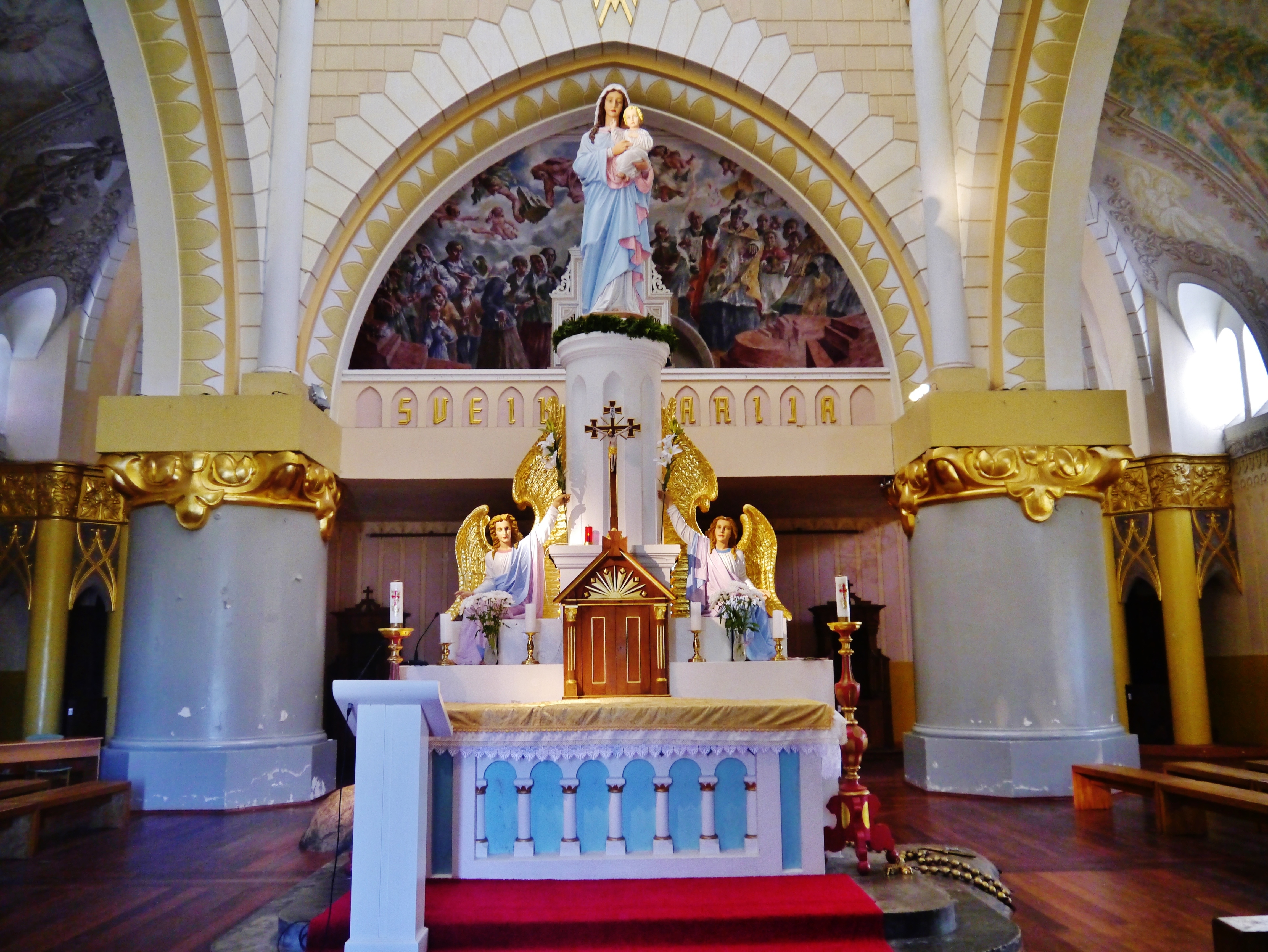
Représentation de la Vierge de l'apparition, dans la chapelle dédiée à l'apparition mariale, Šiluva (Lituanie)

Au cours de l'été 1608, quelques enfants qui gardaient leurs moutons dans un champ à une certaine distance du village de Šiluva rapportent avoir vu « une belle dame tenant un bébé », à l'endroit même où se trouvait l'ancienne église. La dame pleurait amèrement. La nouvelle fait sensation dans le village et les environs, et les enfants reviennent le lendemain accompagnés d'un grand nombre de personnes du village ainsi que d'un pasteur calviniste. Tous voient l'apparition, avec la Vierge qui pleure. La tradition indique que c'est le pasteur qui aurait demandé à la Vierge la cause de sa douleur et que la Vierge lui aurait répondu « que c'était parce que son Fils bien-aimé n'était plus adoré à cet endroit comme il l'avait été »,.
Lorsque la nouvelle se répand, un vieil homme aveugle qui avait aidé le prêtre à enterrer les trésors de l'église, vient sur le lieu et indique le lieu précis où la caisse en fer avait été enterrée. La caisse est retrouvée, ainsi que les documents attestant de la propriété de l'église. On rapporte également qu'en retrouvant la caisse en fer, le vieil aveugle aurait retrouvé la vue. Ce serait le premier miracle reconnu de la Vierge de Siluva,. En 1622, le procès en justice concernant la restitution de la propriété (à l’Église catholique) est remporté,. Bouflet et Boutry écrivent : « en quelques années, la région entière abjura le protestantisme », et revint à la foi catholique.
Une petite église en bois, l'église de la Nativité de la Bienheureuse Vierge Marie, est construite sur le site de l'église d'origine, le tableau retrouvé est placé sur le maitre-autel. Très vite, elle s'avère trop petite pour les nombreux pèlerins qui s'y rendent. Une église beaucoup plus grande est construite en 1641.
Le pape Pie VI confirme l'authenticité de l'apparition de Notre-Dame de Šiluva par un décret papal promulgué le 17 août 1775. Cependant, Joachim Bouflet rappelle que cette reconnaissance papale ne correspond pas à une reconnaissance canonique, qui à ce jour (2021) n'a toujours pas été formulée, malgré les multiples formes de reconnaissance implicites données par le Vatican et l’Église locale.

## Notoriété

### Vénération
En Lituanie

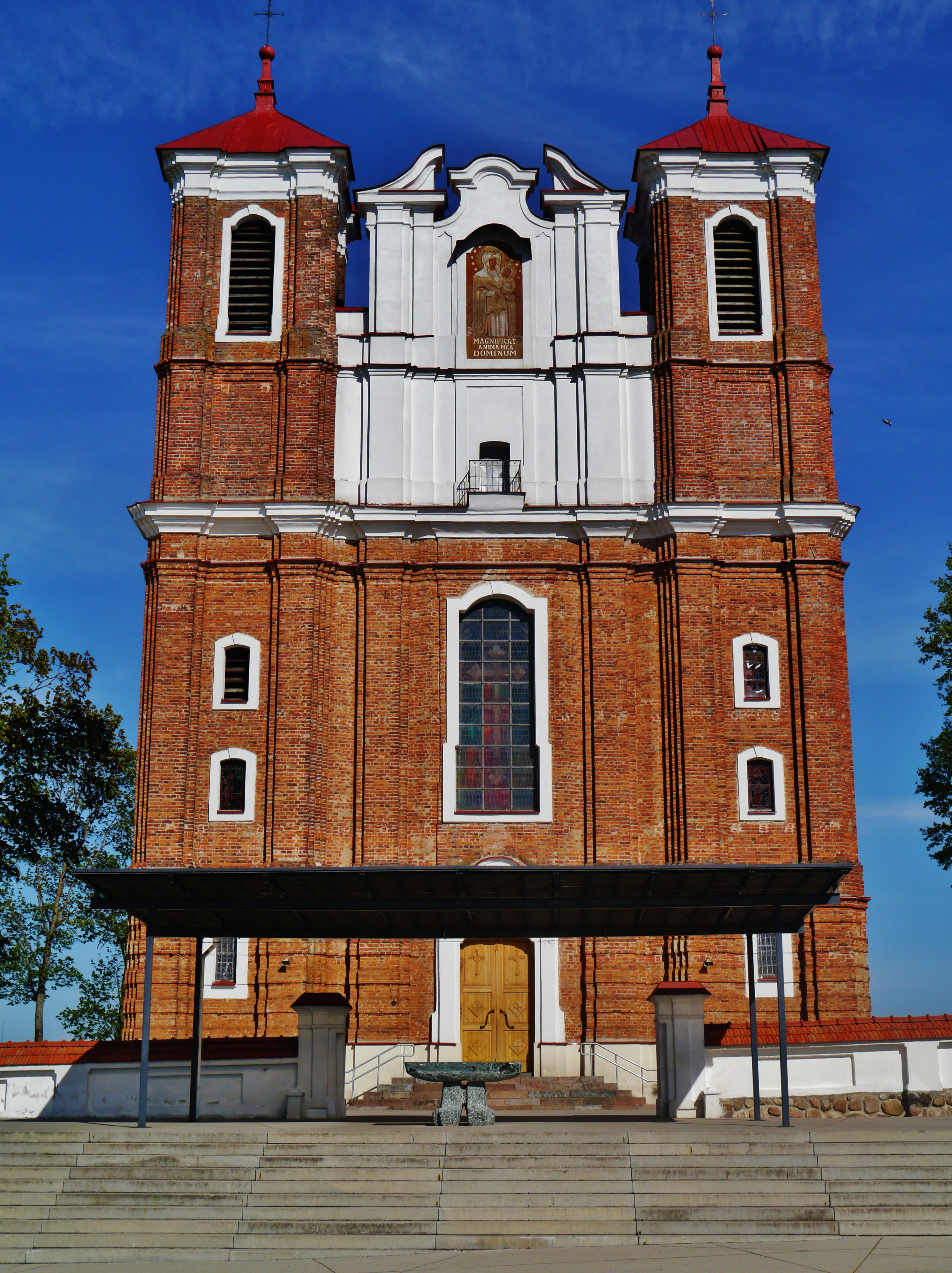
Basilique de la Nativité de la Vierge, Šiluva (Lituanie).

L'actuelle basilique de la Nativité de la Bienheureuse Vierge Marie a été consacrée en 1786. Le bâtiment est l'un des plus beaux exemples de l'architecture baroque tardive en Lituanie. L'intérieur, conçu par l'artiste lituanien, Thomas Podgaiskis, a été conservé sans modifications importantes pendant plus de deux siècles.
Avant la Seconde Guerre mondiale, les processions partaient de toutes les villes lituaniennes pour se rendre en pèlerinage à Šiluva. Le 13e jour de chaque mois est connu sous le nom de « Jour de Marie »
Une « chapelle de l'apparition » a été construite dans les styles néo-égyptien et gothique avec le clocher le plus haut de Lituanie. Il a été construit sur le rocher où se tenait la Vierge lors de l'apparition. Le rocher lui-même, que les pèlerins tiennent à embrasser, est situé sous l'autel de la chapelle.
Le pape Pie XI a appelé la Lituanie « Terra Mariana » (Terre de Marie), pour sa grande dévotion à la Vierge Marie. Le pape Pie VI a approuvé les dévotions à Notre-Dame de Šiluva et leur a accordé des indulgences.
Le pape Jean-Paul II a prié au sanctuaire de Šiluva en 1993, deux ans après le retour de l'indépendance de la nation balte. Benoît XVI a béni en 2006 de nouvelles couronnes d'or pour l'image miraculeuse de Marie et de Jésus à Šiluva. En 2008, le pape a envoyé son légat à Šiluva pour participer aux festivités célébrant le quatrième centenaire de l'apparition mariale,.
A l'étranger
Aux États-Unis, une chapelle Notre-Dame de Siluva est située dans la basilique du basilique du sanctuaire national de l'Immaculée Conception à Washington, D.C.. La communauté d'émigrés et de réfugiés lituaniens aux États-Unis, sous la direction de l'évêque Vincent Brizgys, a organisé en 1963 la création de cette chapelle Notre-Dame de Siluva. La chapelle a été consacrée en 1966. Celle-ci montre le talent des artistes lituaniens en exil à cette époque, en raison de l'occupation soviétique et de la répression de la Lituanie pendant et après la Seconde Guerre mondiale.
Vytautus Kasuba a basé sa statue de Notre-Dame de Siluva avec l'Enfant-Jésus sur des récits des témoins de l'événement en 1608. Les mosaïques de Vytautas Jonynas dépeignent l'histoire religieuse et culturelle de la Lituanie dans deux grands panneaux de mosaïque dans les murs latéraux de la chapelle, l'un montrant la traditionnelle image du « Rūpintojėlis », ou Christ souffrant, et la seconde dépeignant la vie du prince et saint lituanien, saint Casimir.
Des mosaïques et des vitraux d'Albinas Elskus décorent le plafond doré avec quatre images de la Vierge des églises lituaniennes, le frontispice de l'autel montrant les croix de chemin traditionnelles lituaniennes et la décoration du dos de l'autel avec une aura bleue et dorée autour de la statue de Notre-Dame de Siluva. Le 16 octobre 2016, la communauté américano-lituanienne a célébré le cinquantième anniversaire de l'inauguration de la chapelle. Une exposition concernant l'histoire de la chapelle et sa représentation des traditions culturelles et religieuses lituaniennes a été accueillie dans la salle commémorative de la basilique à partir du 1er juillet au 17 octobre.
En plus de la chapelle de Washington D.C., il existe plusieurs autres sites aux États-Unis dédiés à Notre-Dame de Siluva. Il s'agit notamment des sanctuaires de Chicago (Illinois), de Putnam (Connecticut) et d'East Saint Louis (Missouri).
Il y a une statue de Notre-Dame de Siluva à l'extérieur de la petite église missionnaire de Rincon, au Nouveau-Mexique.
Il y a un sanctuaire à Notre-Dame de Siluva dans l'église paroissiale de Saint-Pierre-et-Saint-Paul à Elizabeth (New Jersey). Le sanctuaire, dédié le 29 juin 1958, est richement orné d'œuvres d'art et de sculptures sur bois lituaniennes, et contient une peinture représentant l'apparition et une relique de la pierre d'origine sur laquelle se tenait la Vierge lors de l'apparition.

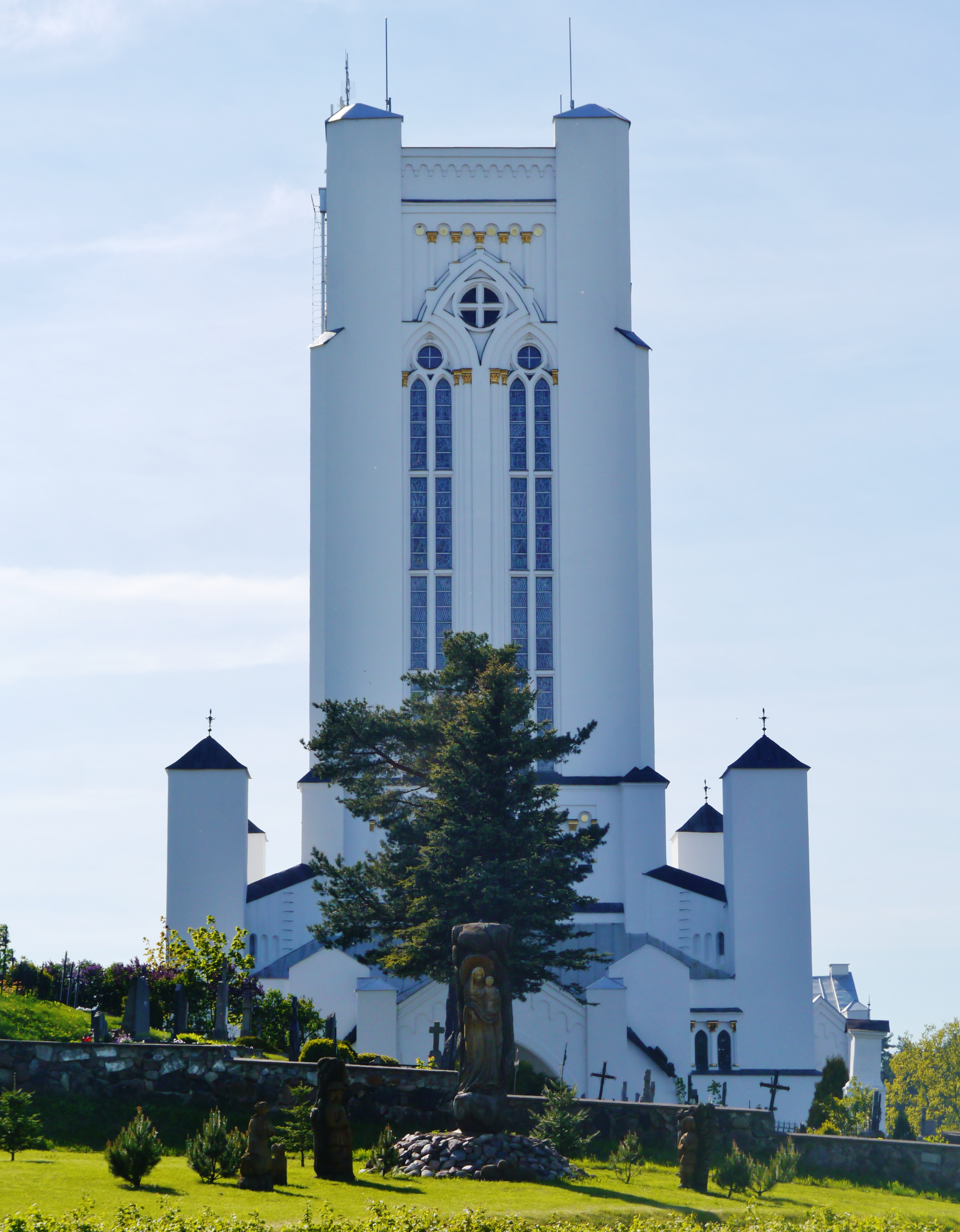
Chapelle de l'apparition de la Vierge, Šiluva (Lituanie)
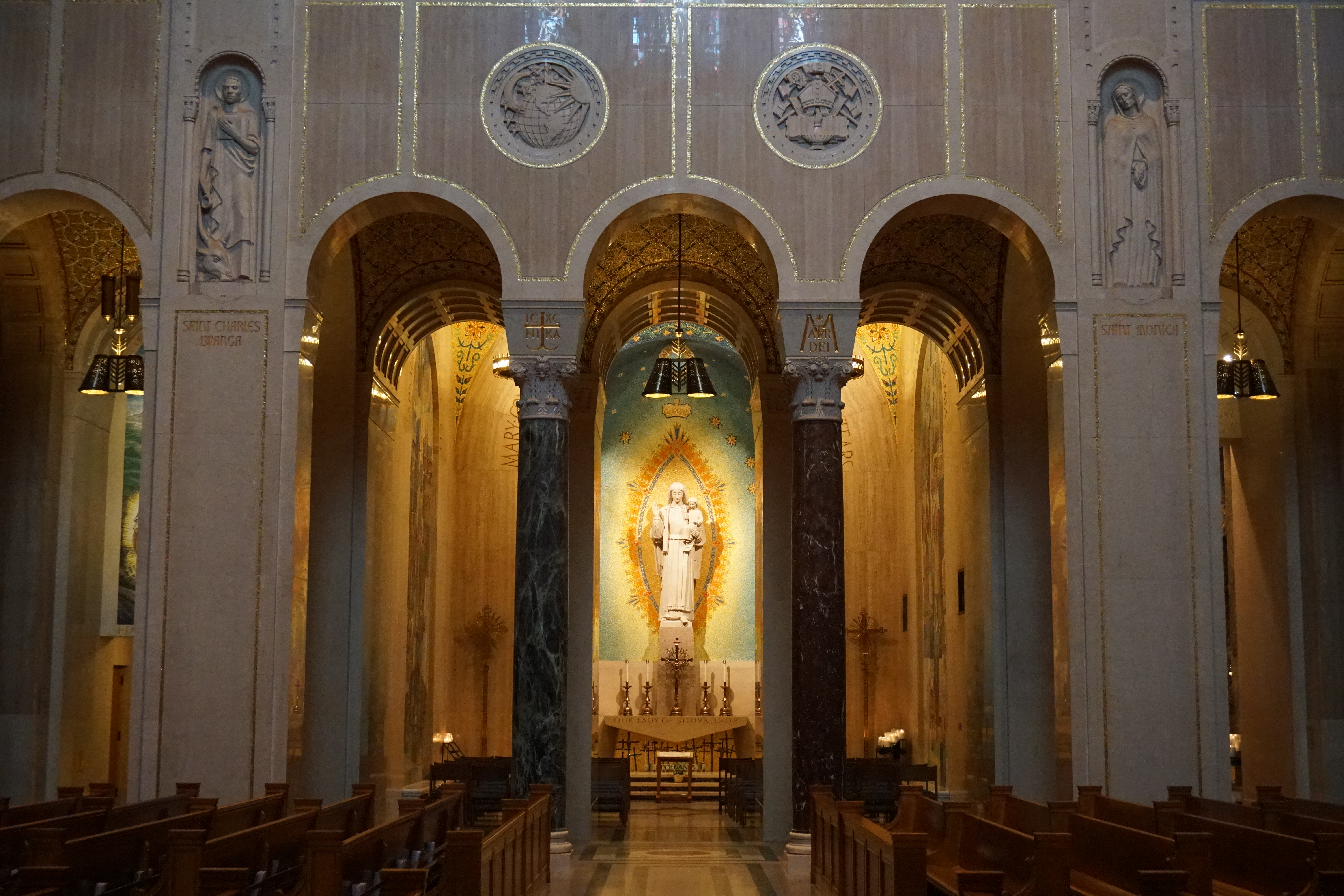
Chapelle Notre-Dame-de-Šiluva, Washington DC (États-Unis)
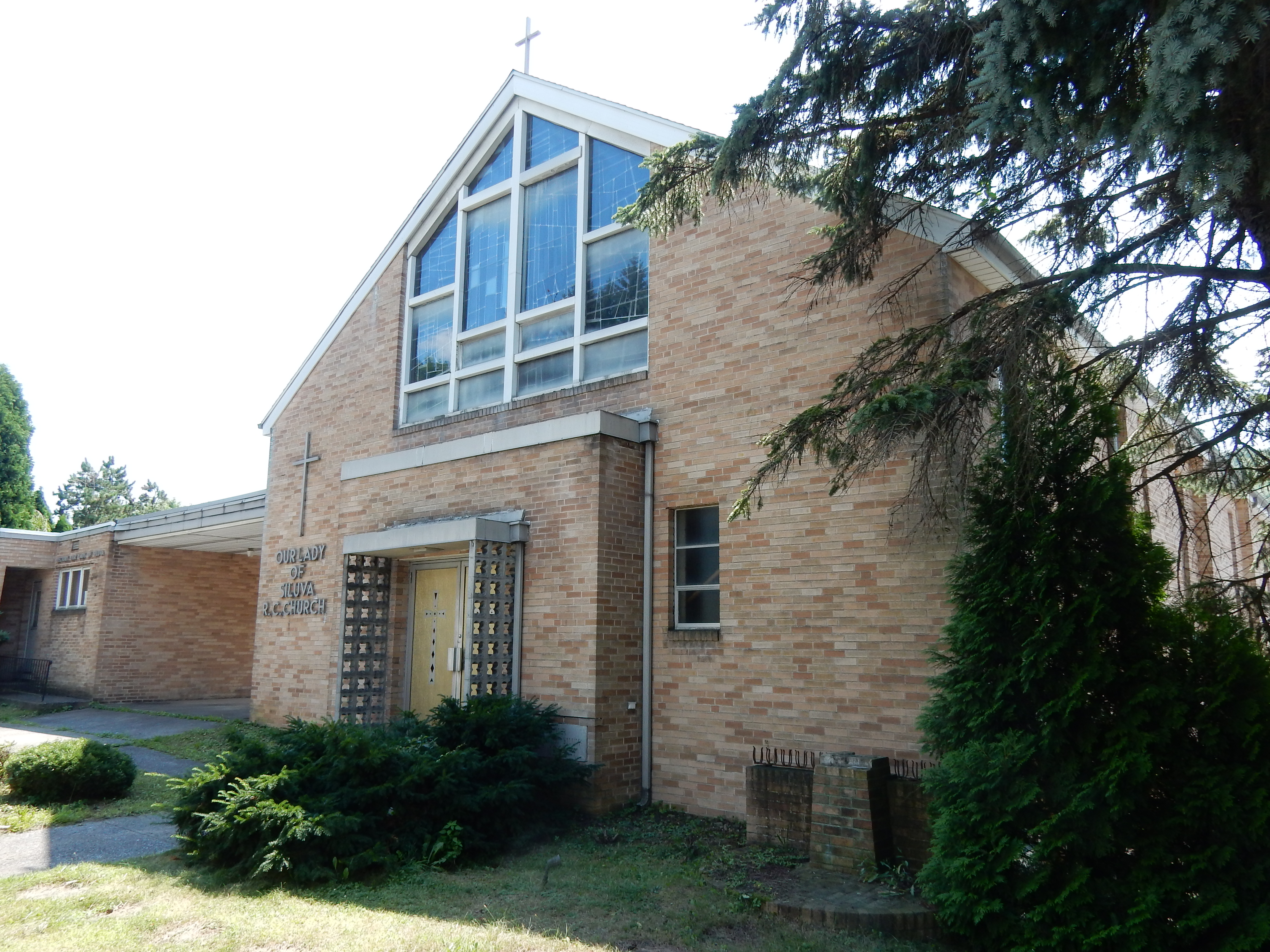
Chapelle Notre-Dame-de-Šiluva, Maizeville en Pennsylvanie (États-Unis)
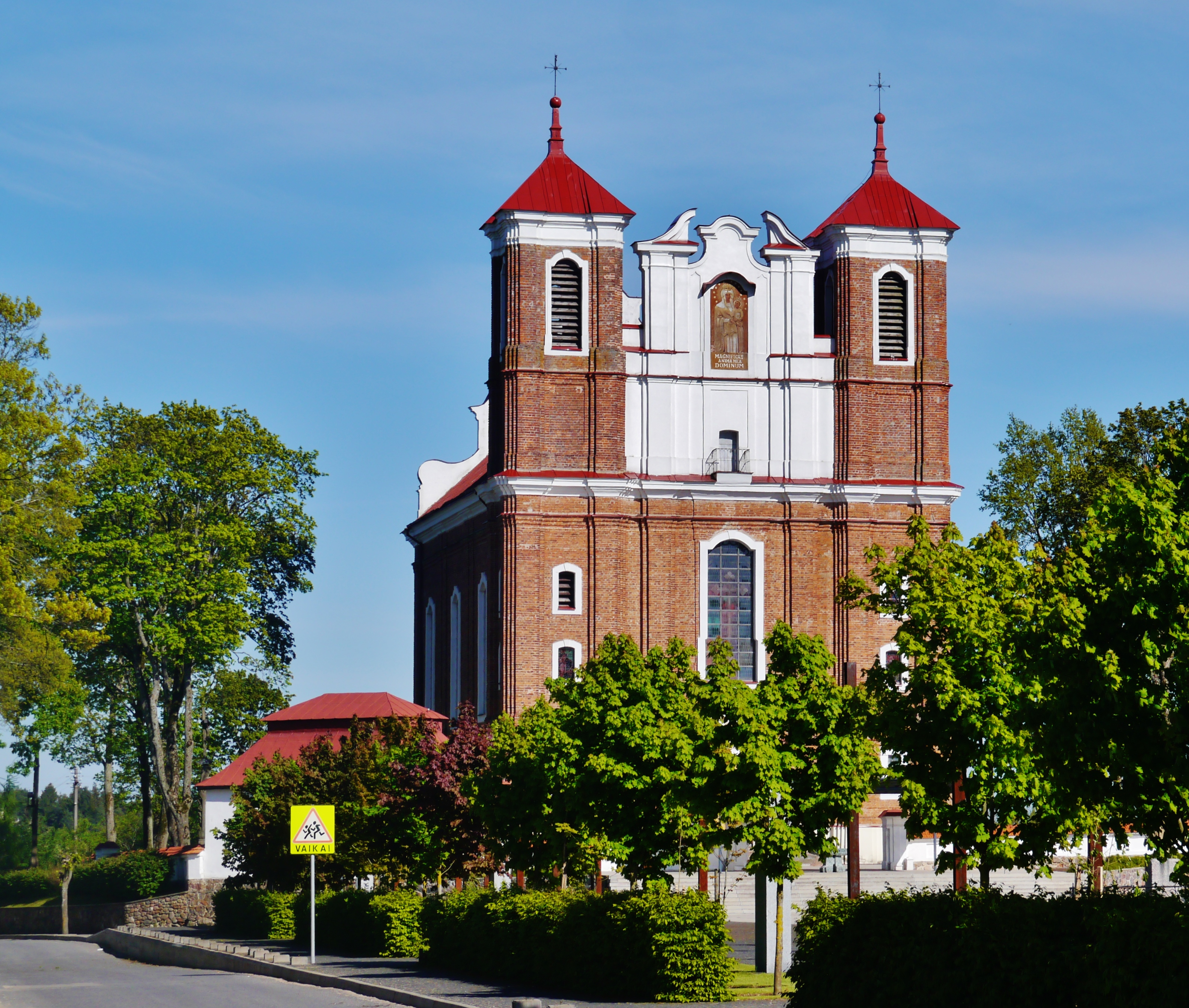
Basilique de la Nativité de la Vierge, Šiluva (Lituanie)
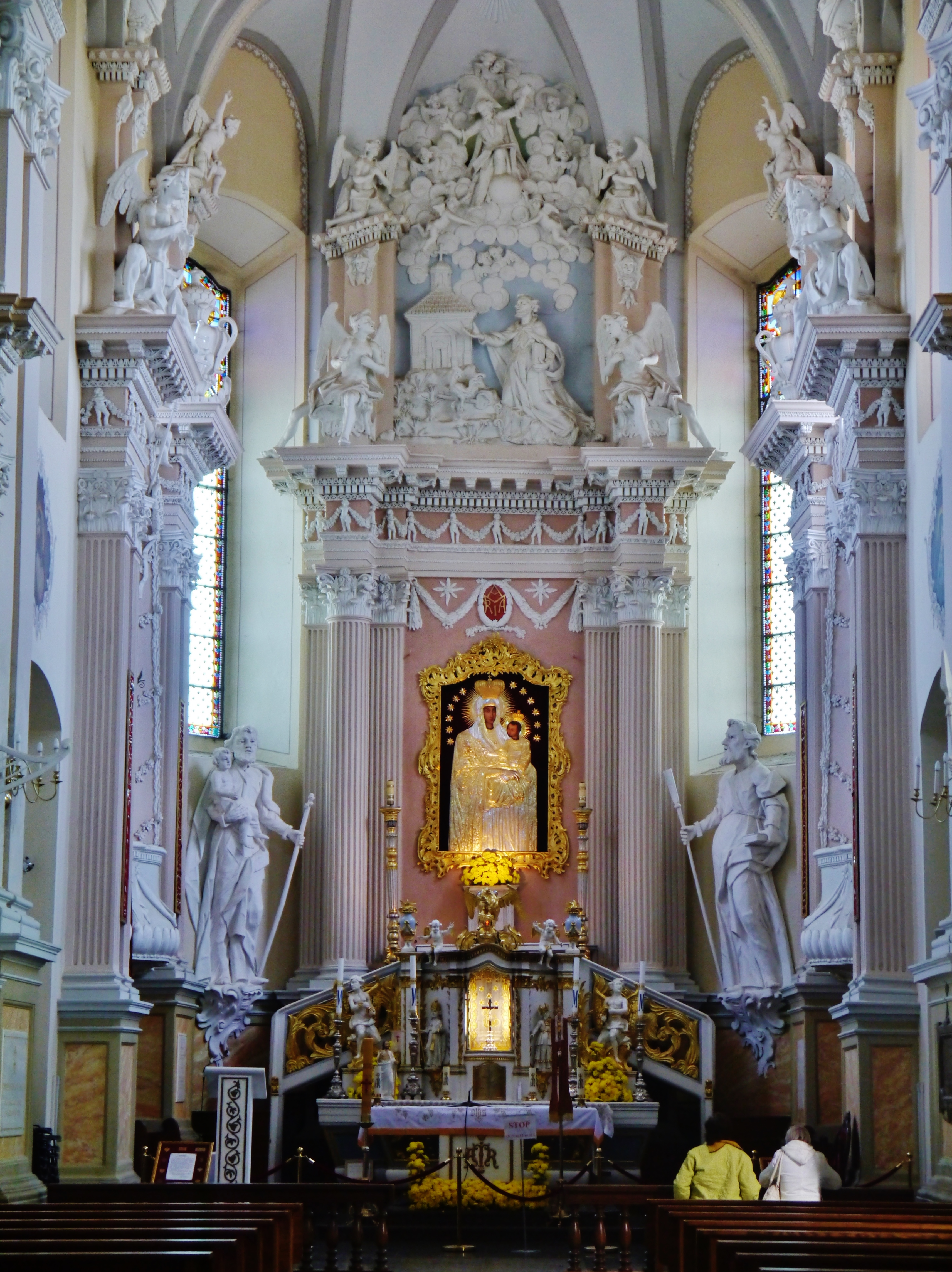
Icône de la Vierge à l'enfant dans la basilique.

Sainte patronne
À la suite de l'apparition, la communauté lituanienne est revenue à la pratique dévote de la foi catholique, Notre-Dame de Šiluva est invoquée comme la patronne de ceux qui ont abandonné la foi et de ceux qui prient pour eux.

### Fondation
Les « Chevaliers de Lituanie » ont parrainé la création du « Our Lady of Siluva Fund, Inc. » lors de son congrès national de 2003 à Brockton (Massachusetts), alors qu'il célébrait son 90e anniversaire. Le but du fonds est d'aider à promulguer la connaissance et la dévotion à Notre-Dame via son apparition à Siluva (Lituanie), en 1608.